# 内田俊 (小説家)
内田 俊（うちだ しゅん、男性、1986年 - ）は、日本の小説家（ライトノベル作家）。

## 来歴
2010年に「倒錯クロスファイト」で第2回メガミノベル大賞（学研パブリッシング主催）金賞、「おらくる☆ヒミコさん!」で第1回スクウェア・エニックスライトノベル大賞入選、「食神」で第6回MF文庫Jライトノベル新人賞（メディアファクトリー主催）優秀賞をそれぞれ受賞。同年11月に「食神」を改題した「喰 -kuu-」でデビューした。

## 作品一覧
- 喰 -kuu-（メディアファクトリー、MF文庫J）

1. 2010年11月発売 ISBN 9784840135863
2. 2011年2月発売 ISBN 9784840138192
3. 2011年6月発売 ISBN 9784840139380

- おらくる☆ヒミコさん（スクウェア・エニックス、ガンガンノベルズ）

1. 2011年2月発売 ISBN 9784757531604

- 倒錯クロスファイト（学研パブリッシング、メガミ文庫）

1. 2011年2月発売 ISBN 9784059035497

- あおはるっ（メディアファクトリー、MF文庫J）

1. 2012年1月発売 ISBN 9784840143714
2. 2012年3月発売 ISBN 9784840145299
3. 2012年8月発売 ISBN 9784840146814

- 朽ちた神への聖謡譚（メディアファクトリー、MF文庫J）

1. 2013年4月発売 ISBN 9784840149808
2. 2013年6月22日発売 ISBN 9784840152303
3. 2013年11月発売 ISBN 9784040660769
4. 2014年2月発売 ISBN 9784040663159

- 戦極ヤヲヨロズ（メディアファクトリー、MF文庫J）

1. 2014年10月発売 ISBN 9784040671277
2. 2015年1月23日頃発売 ISBN 9784040673486
3. 2015年5月25日頃発売 ISBN 9784040676494

- 吾輩はオークである。女騎士はまだいない。（メディアファクトリー、MF文庫J）

1. 2016年2月22日発売 ISBN 9784040681153

### コミック
- おらくる☆ヒミコさん（スクウェア・エニックス、ガンガンコミックスONLINE）

1. 2011年2月発売 ISBN 9784757531598
2. 2011年8月発売 ISBN 9784757533325